# Resting Place

Resting Place est un téléfilm américain réalisé par John Korty, diffusé en 1986.

## Synopsis
Le major Kendall Laird, héros de la Guerre du Viet Nam, assume la fonction d'officier chargé de l'aide aux familles des militaires morts au combat. Il est chargé d'escorter la dépouille d'un lieutenant Noir, et de la remettre officiellement à ses parents, à Rockville, en Géorgie. Cette ville est restée ségrégationniste et refuse officiellement que le défunt, pourtant héros décoré, soit enterré au cimetière de la ville, réservé aux Blancs.
La recherche d'une solution honorable et paisible amène le major à enquêter sur les circonstances mystérieuses qui entourent la mort du lieutenant, afin de prouver aux ségrégationnistes qu'ils doivent moralement accorder les honneurs à cet enfant du pays, qui a donné sa vie pour ses soldats, et pour sa patrie.
Le major se heurte d'emblée à un mur de haine et de silence. Mais son acharnement à établir la justice amorcera un changement des mentalités dans cette ville hautement raciste.

## Fiche technique
- Titre original : Resting Place (La loi du silence pour la version française)
- Réalisateur : John Korty
- Scénariste : Walter Halsey Davis
- Producteur : Robert Huddleston
- Producteur exécutif : Marian Rees
- Musique : Paul Chihara
- Montage : Bonnie Koehler et Laurel Ladevich
- Pays d'origine :  États-Unis
- Durée : 100 minutes
- Date de diffusion :  États-Unis : 27 avril 1986

## Distributions
- John Lithgow (VF : Bernard Tiphaine) : Major Kendall Laird
- Richard Bradford : Général Willard P. Hauer
- Richard Brooks : Booker T. Douglas
- Morgan Freeman : Luther Johnson
- John Philbin : Bradford Erskine
- CCH Pounder : Ada Johnson
- G. D. Spradlin : Sam Jennings
- Frances Sternhagen : Mme Eudora McAlister
- M. Emmet Walsh : Sarge
- Thomas Di Aglio : Uyehara
- Pamela Garmon : Waitress
- Bob Hannah : Colonel Richard Holmby
- Mert Hatfield : Chef de police
- Claude Ray James : Le Pasteur
- Hugh Jarrett : Oster
- Denise Mickelbury : Eleanor Clark
- Tegan West : Mervyn Oliver
- Wallace Wilkinson : Ezra Cooper

## Distinctions

### Nominations
- 1987 : nomination au meilleur casting pour téléfilm au Casting Society of America
- 1986 : 2 nominations aux Emmy Awards